# الرميس (بركاء)
الرميس منطقة سكنية تقع في ولاية بركاء، التابعة لمحافظة جنوب الباطنة في سلطنة عمان. يقدر عدد سكانها بـ 9751 نسمة حسب إحصاء عام 2010 التابع للمركز الوطني للإحصاء والمعلومات الحكومي. رمز المنطقة هو 70520110.ويعتبر اكثر عدد سكانها من قبيلة المشيفري

## الوصلات الخارجية
- المركز الوطني للإحصاء والمعلومات، سلطنة عمان